# Грант Шулц
Грант Шулц (енгл. Grant Shoults; Лагуна Хилс, 6. јун 1997) амерички је пливач чија специјалност су трке слободним стилом. 

## Спортска каријера
Шулц је дебитовао на међународној сцени 2015. на Светском јуниорском првенству у Сингапуру где је освојио две златне (на 400 слободно и 4×200 слободно) и једну сребрну медаљу (на 200 слободно). Две године касније освојио је две медаље на Универзијади у Тајпеју. 
На светским првенствима у великим базенима је дебитовао у корејском Квангџуу 2019, где је наступио у квалификацијама трке на  
400 слободно, које је окончао на 25. месту. 